# 和順郡

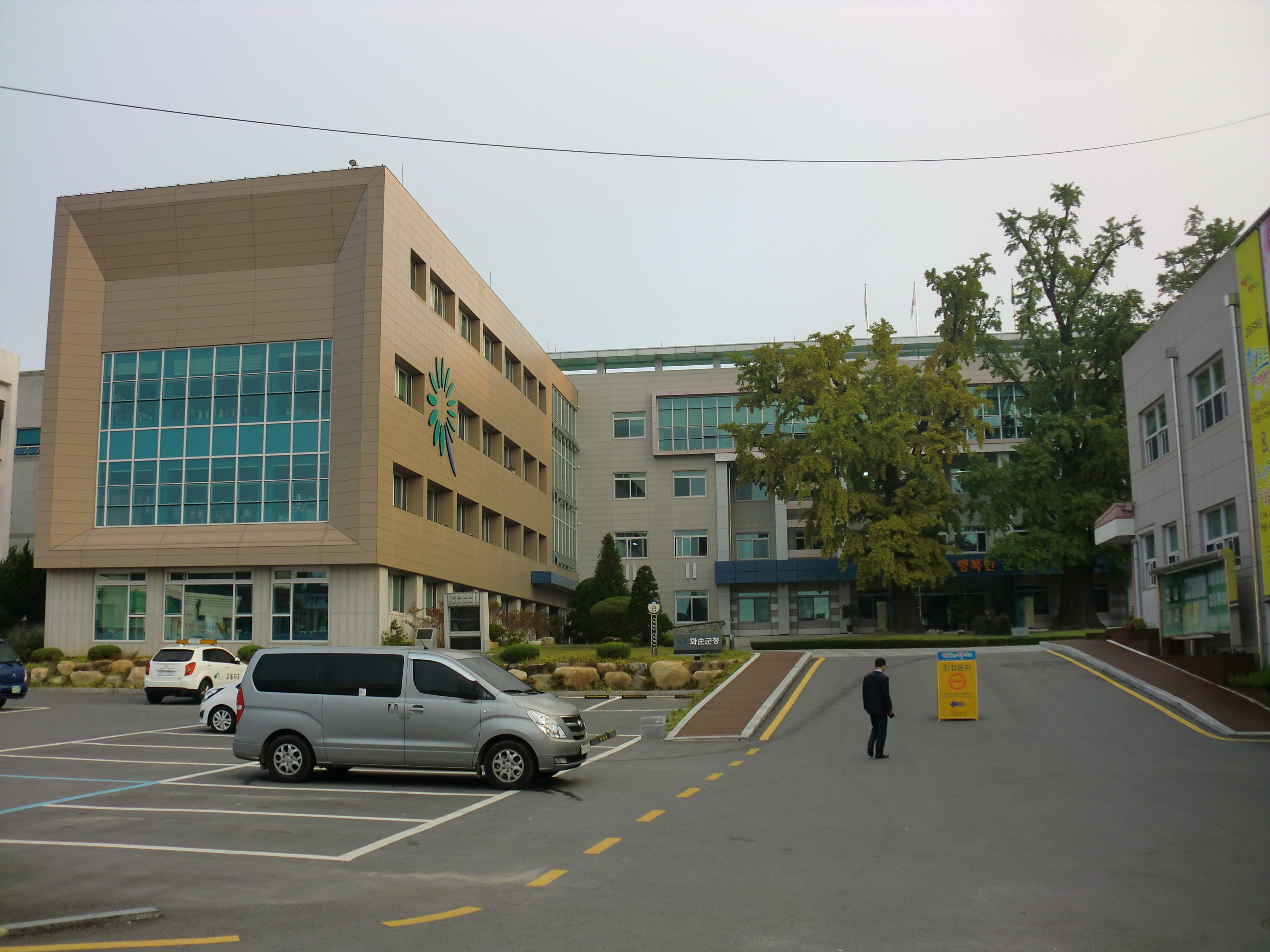
和順郡庁

和順郡（ファスンぐん）は、大韓民国全羅南道にある郡。北部や南部、東部は山に囲まれており、郡庁所在地は北西にある。北西には光州広域市が接するほか、北は潭陽郡と谷城郡、西は羅州市、南に宝城郡や長興郡、東は順天市に接する。
ユネスコ世界遺産の和順の支石墓群がある事で知られている。

## 歴史
青銅器文化の時代から砥石川・和順川・同福川の三つの河川沿いに人が住み、2,000箇所ほどの支石墓群や、青銅刀・青銅鏡・鈴などの遺物が多数発見されている。これらの支石墓のうち、大きなものは、上に積み上げられた巨石が100トンを超え、中には280トンの石が載ったものもある。
馬韓、ついで百済の一部となり、百済時代には和順川沿いの現在の和順付近に仍利阿県、砥石川沿いの現在の綾州付近に尓陵夫里郡、同福川沿いの現在の同福付近に豆夫只県があった。
統一新羅時代の757年には唐風に地名が改められ、それぞれ汝湄県・陵城郡・同福県となった。これらは李氏朝鮮初期には和順県・綾城県（後に綾州牧）・同福県となった。1597年の慶長の役では大きな損害を出している。
1895年5月1日に二十三府制の施行により郡制が敷かれ綾州郡・和順郡・同福郡となったが、1908年に和順郡は綾州郡に編入された。日韓併合後の1913年には綾州郡が和順郡と改名し、1914年には和順郡が同福郡を合併し今日の郡が形成された。1932年には17あった面が13面に再編され、独立後の1963年に和順面が和順邑に昇格して1邑12面となっている。
- 1908年 - 和順郡が綾州郡に編入。
- 1913年 - 綾州郡が和順郡に改称。
- 1914年4月1日 - 郡面併合により、和順郡・同福郡および昌平郡大面の一部・南平郡猪浦面・茶所面の各一部が合併し、和順郡が発足。和順郡に以下の面が成立（17面）。
  - 綾州面・春陽面・清豊面・道谷面・道岩面・和順面・寒泉面・西面・東面・松石面・道林面・同福面・二西面・内北面・外北面・内南面・外南面
- 1932年11月1日（13面）
  - 西面が和順面に編入。
  - 松石面・道林面が合併し、梨陽面が発足。
  - 内北面・外北面が合併し、北面が発足。
  - 内南面・外南面が合併し、南面が発足。
- 1963年1月1日 - 和順面が和順邑に昇格（1邑12面）。
- 1973年7月1日 - 東面の一部が和順邑に編入（1邑12面）。
- 1983年2月15日 - 道谷面の一部が和順邑に編入（1邑12面）。
- 2020年1月1日（1邑12面）
  - 北面が白鵝面に改称。
  - 南面が沙坪面に改称。

## 行政

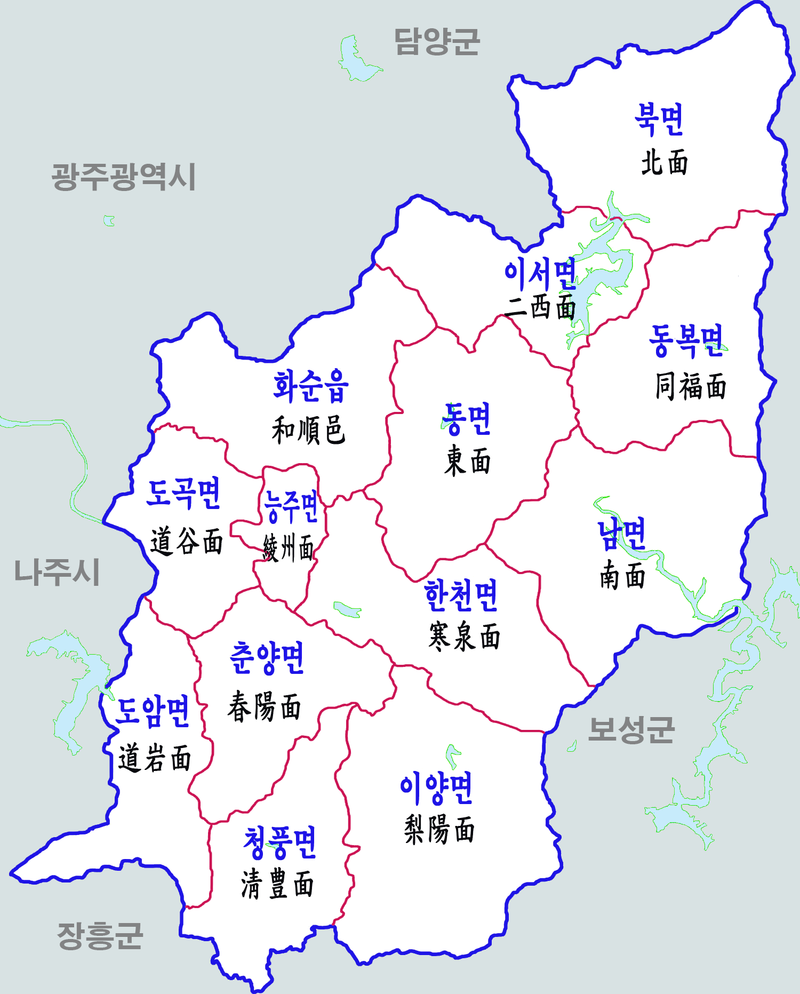
行政区域図

### 行政区域
| 邑・面 | 法定里 |
| ------ | --- |
| 和順邑 | 江亭里、甘道里、桂所里、広徳里、校里、内坪里、茶智里、大里、道熊里、洞口里、万淵里、碧蘿里、三川里、西台里、細良里、水万里、新基里、鸚南里、蓮陽里、柳川里、二十谷里、一心里、周道里、郷庁里、訓里 |
| 綾州面 | 貫永里、広思里、南亭里、内里、万水里、万仁里、白岩里、石庫里、元池里、蚕亭里、井南里、千徳里 |
| 春陽面 | 可東里、佳鳳里、大薪里、辺天里、富谷里、山澗里、石亭里、陽谷里、龍谷里、龍頭里、牛峰里、月坪里、花林里、会松里                                                                                     |
| 清豊面 | 大庇里、白雲里、世清里、新里、新石里、漁里、二晩里、車里、青龍里、風岩里、閑池里 |
| 道谷面 | 大谷里、徳谷里、美谷里、信徳里、新星里、双玉里、元花里、月谷里、竹青里、泉岩里、坪里、孝山里 |
| 道岩面 | 大草里、道荘里、登光里、碧池里、鳳下里、旺亭里、龍江里、牛峙里、雲月里、源泉里、浄川里、池月里、天台里、杏山里、虎岩里                                                                             |
| 寒泉面 | 加岩里、古侍里、金田里、東佳里、牟山里、盤谷里、午陰里、政里、丁友里、坪里、寒渓里 |
| 東面   | 景峙里、菊東里、大浦里、馬山里、舞浦里、栢龍里、福岩里、瑞城里、彦道里、梧桐里、玉壺里、雲農里、壮東里、泉徳里、青弓里                                                                             |
| 梨陽面 | 江声里、求礼里、金陵里、梅亭里、墨谷里、松亭里、双峰里、蓮花里、五柳里、玉里、龍盤里、栗渓里、梨陽里、荘峙里、甑里、草坊里、品坪里                                                                 |
| 同福面 | 佳水里、亀岩里、独上里、新栗里、安城里、蓮屯里、蓮月里、楡川里、邑艾里、川辺里、漆井里、寒泉里 |
| 二西面 | 葛頭里、道石里、宝山里、保月里、西里、安心里、野沙里、永坪里、月山里、仁渓里、獐鶴里、滄浪里 |
| 白鵞面 | 吉星里、藍峙里、芦基里、芦峙里、多谷里、孟里、芳里、西酉里、水里、松坍里、玉里、瓦川里、龍谷里、院里、二川里、林谷里                                                                               |
| 沙坪面 | 検山里、南渓里、内里、茶山里、大谷里、碧松里、福橋里、泗洙里、沙坪里、龍里、雲山里、院里、維摩里、長田里、節山里、舟山里                                                                           |

### 警察
- 和順警察署

### 消防
- 和順消防署

## 経済
1960年代から開発した和順炭鉱が位置する。1980年代は年間石炭70万トンまで生産した大きい炭鉱だったけど現在は年間24万tを生産していて、この炭鉱が掘れば掘れほど赤子にいる状況だ。
2000年代には和順生物医薬産業団地を造成して関連企業の研究所や工場を誘致している。

### 和順郡に本社がある企業
- バクセルバイオ

### 和順郡に生産施設がいる企業
- 緑十字

## 交通

### 鉄道
- 慶全線
  - 梨陽駅 - 綾州駅 - 和順駅

### 道路
- 国道15号線
- 国道22号線 (韓国)（朝鮮語版）
- 国道29号線 (韓国)

## 教育

### 高等学校
- 和順高等学校（公立：へき地ラ級）
- 全南技術科学高等学校（公立）
- 和順梨陽高等学校（公立：へき地ラ級）
- 綾州高等学校（私立）